# Salvaterra de Magos
Pour les articles homonymes, voir Salvaterra.
Salvaterra de Magos est une municipalité (en portugais : concelho ou município) du Portugal, située dans le district de Santarém et la région de Ribatejo

## Géographie
Salvaterra de Magos est limitrophe :
- au nord, de Almeirim (Portugal),
- à l'est et au sud, de Coruche,
- au sud-ouest, de Benavente (Portugal),
- au nord-ouest, de Azambuja et Cartaxo.

## Démographie
| 1801  | 1849  | 1900  | 1930   | 1960   | 1981   | 1991   | 2001   | 2004   |
| ----- | ----- | ----- | ------ | ------ | ------ | ------ | ------ | ------ |
| 1 875 | 3 436 | 7 047 | 11 498 | 16 966 | 18 962 | 18 979 | 20 161 | 20 908 |

| 2011   | - | - | - | - | - | - | - | - |
| ------ | - | - | - | - | - | - | - | - |
| 22 159 | - | - | - | - | - | - | - | - |

## Subdivisions
La municipalité de Salvaterra de Magos groupe 6 freguesias :
- Foros de Salvaterra
- Glória do Ribatejo
- Granho
- Marinhais
- Muge
- Salvaterra de Magos